# Motor adiabático
Un motor adiabático es un motor que no utiliza refrigeración y disminuye el intercambio de calor con el exterior para aumentar la eficiencia en el gasto de combustible.
Como predice el ciclo de Carnot cuando en un motor térmico las diferencias entre el foco frío y caliente aumentan, a su vez aumenta la cantidad de energía que se convierte en energía útil en vez de calor.
Con la refrigeración, se disminuye la temperatura y el rendimiento (eficiencia). La idea de un motor adiabático es eliminar la refrigeración para trabajar con temperaturas más alta y aumentar el rendimiento.
Los metales se debilitan con la temperatura y pueden llegar a fundirse. Se están estudiando motores de cerámicas técnicas que resisten altas temperaturas y se usan en motores térmicos como turbocompresores, pero en motores de pistones no son suficientemente fiables y la cerámica es demasiado frágil.
Un motor adiabático tendrá también otras ventajas. Se ahorra el sistema de refrigeración evitando peso y complejidad fuente de averías. Los motores pueden quemar mejor el combustible por las temperaturas, aunque puede generar otros desechos como los óxidos de nitrógeno.